# Trachyphonus margaritatus
El barbudo perlado o barbudo de pecho amarillo, (Trachyphonus margaritatus) es una especie de ave piciforme de la familia Lybiidae que vive en África.

## Descripción
El barbudo perlado mide alrededor de 20 cm de largo. Debe su nombre común al moteado blanco que tiene el plumaje negro de su espalda y alas. Su cabeza y pecho son principalmente amarillos, con una franja negra en su frente y píleo eréctil, con motas negras en la nuca y parte posterior del cuello. Presenta una lista negra también moteada en blanco bajo el pecho que lo separa de su vientre blanquecino. Su obispillo también es blanquecino con una franja amarilla en el centro y la base de la cola roja. Las rémiges centrales de su cola son negras y las laterales e inferiores listadas en blanco y negro. Su robusto pico es rojo y sus patas grisáceas.

## Distribución y hábitat
Se encuentra en el Sahel y sus proximidades, distribuido por una franja que se extiende por Mauritania, Mali, Burkina Faso, Níger, Nigeria, Chad, Sudán, Eritrea, Etiopía, Yibuti y Somalia. 